# Es Closos de Can Gayà
Es Closos de Can Gayà est un site archéologique situé dans la municipalité de Felanitx, sur l'île de Majorque, dans l'archipel des Baléares, en Espagne. Le site correspond à un village de la période Naviforme, durant l'Âge du bronze. Il a été occupé sans interruption jusque vers 850 av. J.-C., au début de la période talayotique.

## Histoire
Le site a été mentionné pour la première fois en 1920 par Miquel Bordoy dans son Historia de Felanitx. Une partie du site a été détruite lors de la construction de la route entre Porto Colom et S'Horta en 1965 ce qui conduit, en 1967, Guillermo Rosselló-Bordoy et Otto-Herman Frey à effectuer un relevé planimétrique et photographique du site. Depuis 1996, le site archéologique est fouillé annuellement dans le cadre du projet interdisciplinaire « Projecte Closos » de l'université des îles Baléares,.
Le site a été déclaré bien d'intérêt culturel en 1966 sous la référence d'enregistrement RI-51-0002064.

## Description
Le site occupe une superficie d'environ 1,7 hectare. Il correspond à un village où ont été identifiés neuf naviformes dispersés sans ordre apparent mais avec des orientations similaires (sud/sud-est) et des bâtiments annexes. Au vu des vestiges de murs cyclopéens qui ont été documentés lors des fouilles, il est probable qu'à l'époque préhistorique le site comportait d'autres édifices désormais disparus,. Les fouilles à ce jour se sont concentrées principalement sur la zone orientale du site. Le site a été occupé sans interruption depuis les débuts de l'Âge du bronze, vers 1700 av. J.-C., jusque vers 850 av. J.-C., au début de la période talayotique.

### Naviforme I
Le naviforme I a été étudié lors de plusieurs campagnes de fouilles entre 1996 et 1999,. L'édifice mesure 16 m de long sur 7 m de large. Il est délimité par des murs de 2 à 3 m d'épaisseur dont la hauteur ne dépasse pas 1,50 m. Les murs sont à double parement, édifiés en appareil cyclopéen,.

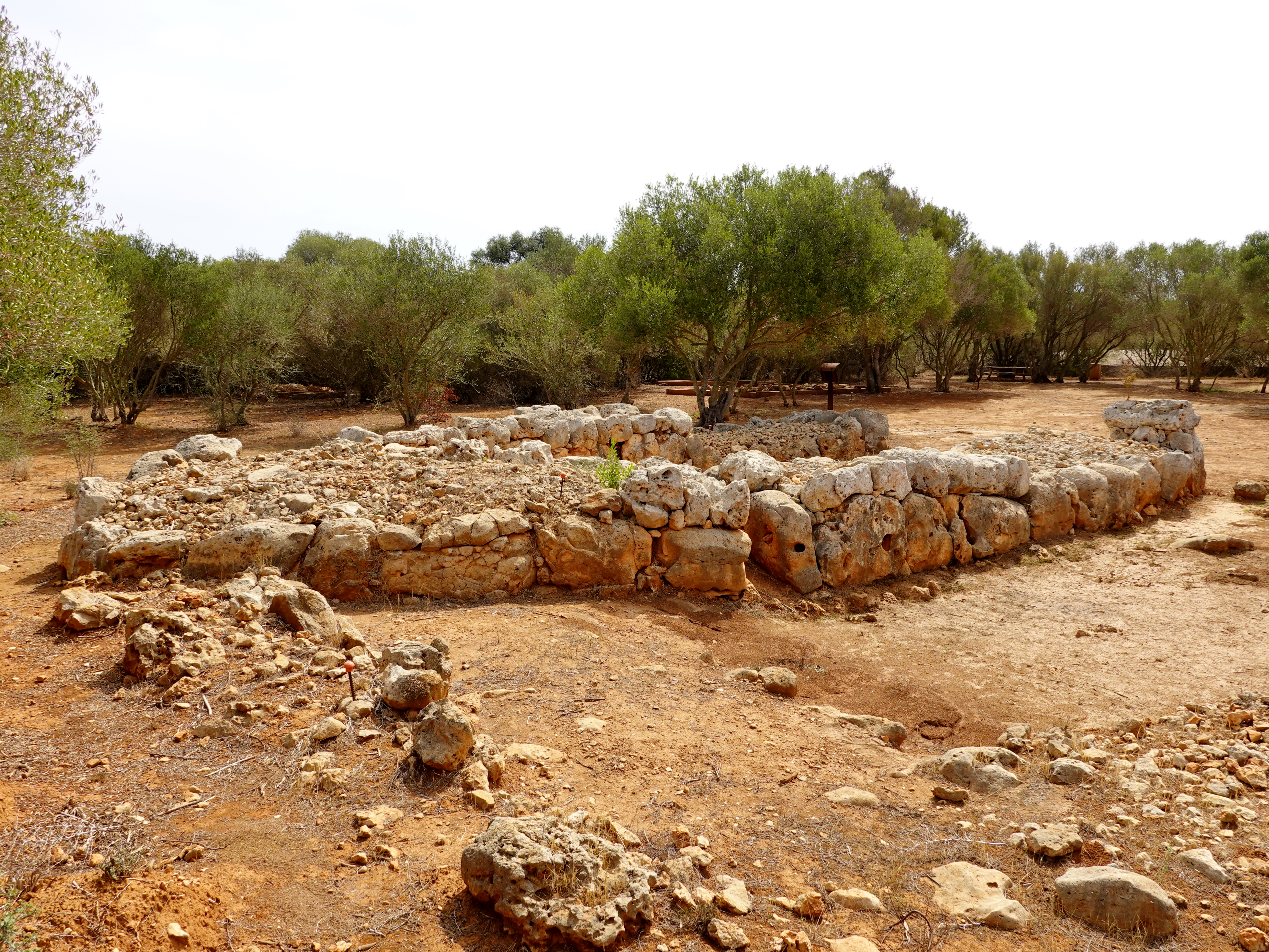
Naviforme I, vue extérieure

L'édifice comporte une ouverture orientée au sud-est. L'entrée et le sol de l'édifice sont partiellement pavés avec de petites dalles irrégulières. Cinq bases de piliers sont conservées à l’intérieur du naviforme. Des vestiges de l'ancienne toiture ont été retrouvés dans la couche archéologique. La toiture devait être un assemblage de branchages en olivier et de couches d'argile. Les vestiges du bâtiment ont été restaurés en 2001, 2007 et 2010.
Le naviforme a été occupé de manière continue durant 600 à 900 ans. Il a été édifié vers 1750 av. J.-C. après un probable rite de fondation matérialisé par un petit foyer. Dans une seconde phase, entre 1500 et 920 av. J.-C., l'espace domestique a été remanié. L'intérieur de l'édifice est alors divisé selon deux axes : un premier axe transversal situé à environ 4 m de l'entrée séparant deux espaces dans la profondeur et un second axe longitudinal séparant le fond de l'édifice en deux aires de dimensions similaires. De cette période datent les quatre bases de colonnes encore visibles, qui sont interprétées comme les vestiges d'une mezzanine qui aurait occupé la moitié orientale arrière de l'édifice, et le sol carrelé. La répartition fonctionnelle de ces différents espaces demeure inconnue bien que des céramiques très fragmentées et des ossements d'animaux (bovidés, porcins et ovicaprinés) ont été découverts sur place lors des fouilles. Vers 1000 à 800 av. J.-C., le naviforme est abandonné en tant qu'espace domestique après la chute du toit.

### Naviforme II

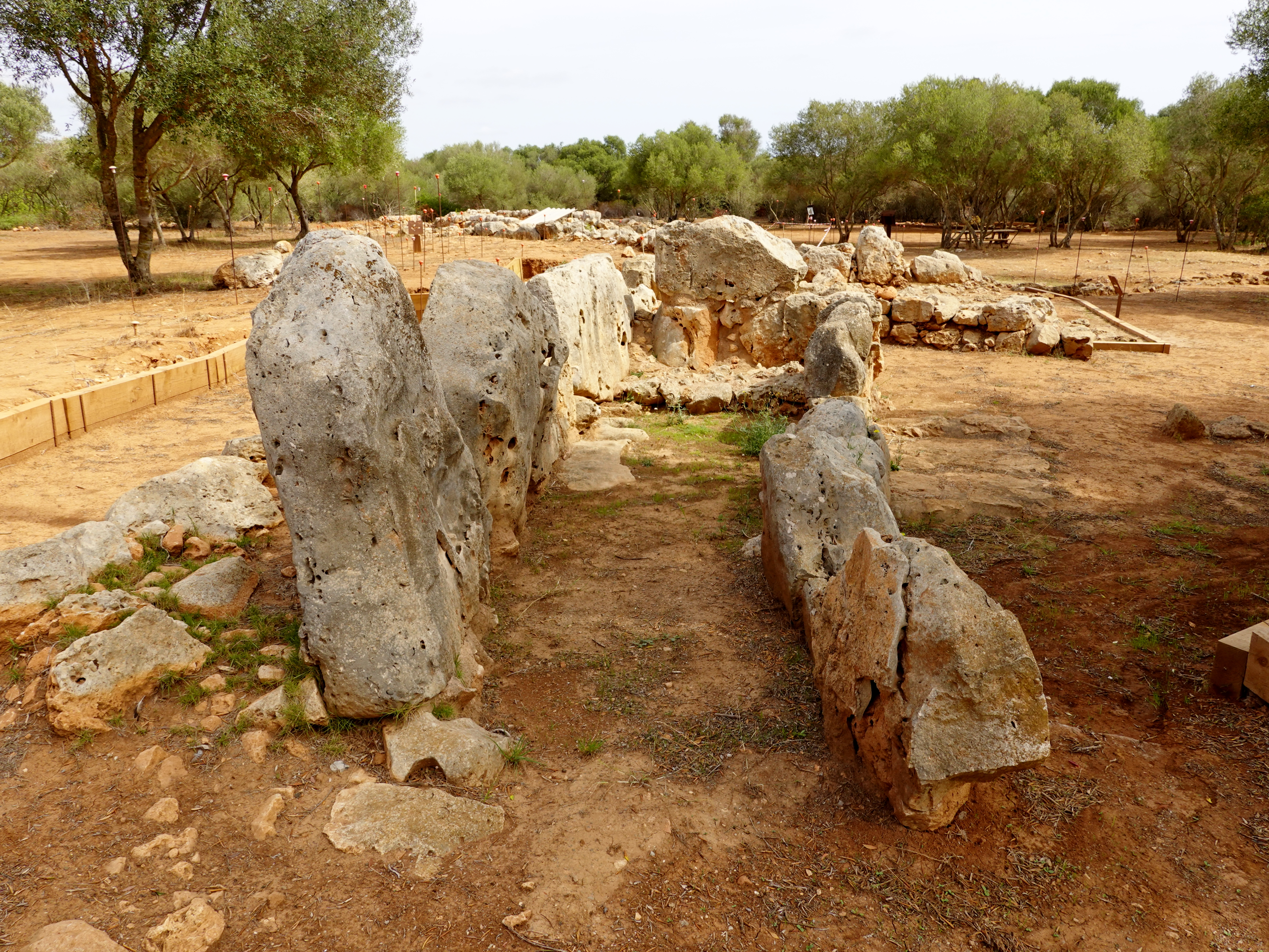
Structure IIA.

Le naviforme II mesure 16,30 m de long sur 3,20 m de large et comporte quatre structures annexes orientées vers le sud-ouest. Il a été construit après 1400 av. J.-C.. L'architecture des murs du bâtiment est identique à celle du naviforme I. L'élément le plus caractéristique de l'édifice est un foyer maçonné. Le naviforme a été utilisé jusqu'au VIIIe siècle av. J.-C. Au sud, un mur d'une trentaine de mètres de longueur correspond au mur nord-ouest des structures annexes numérotées  IIA à IID, fouillées lors des campagnes de 1998 à 2002. La structure IIA, large d'un peu plus 1 m et longue de plus de  4 m, a été partiellement détruite en 1965 lors de la construction de la route. Elle se compose de deux rangées constituées d'orthostates. Il est possible qu'elle ait servi à l'origine d'entrepôt, mais dans sa dernière phase d'utilisation, elle a été utilisée comme décharge. Au nord-est, les structures IIB et IIC ont livré un grand nombre de mortiers (IIB) et de nombreuses meules (IIC). On suppose donc qu'elles correspondaient à des zones de travail communes. La salle IID assure la liaison entre la salle IIC et le naviforme II.

### Édifices III à XIII

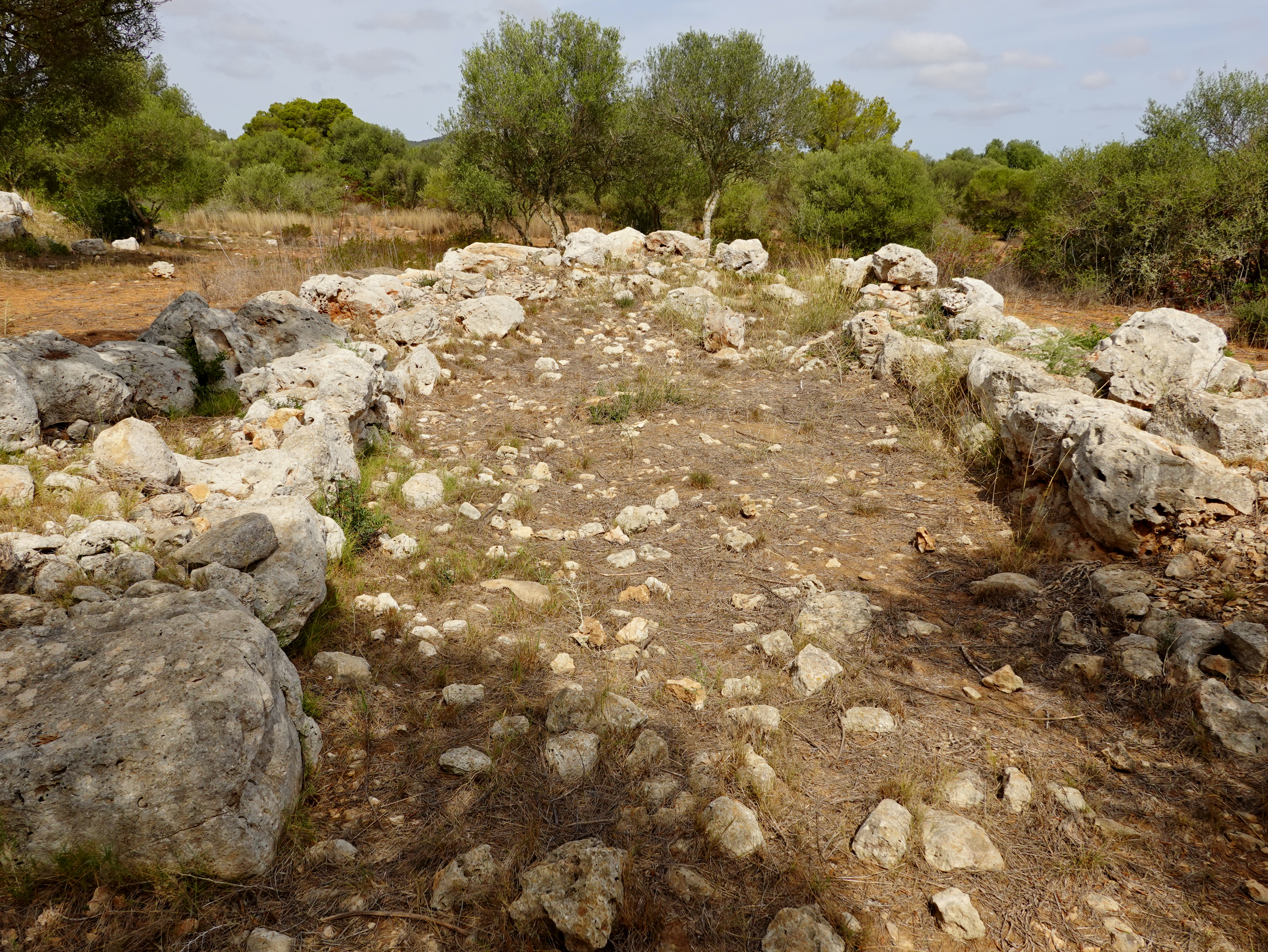
Naviforme III.

Le naviforme III est situé à environ 30 m au nord-ouest du naviforme II. C'est une structure de grande dimension (20,70 m de longueur sur 17,50 m de largeur). Elle n'a pas encore été fouillée mais selon Guillermo Rosselló Bordoy et Otto-Herman Frey, qui l'ont mentionnée dans les années 1960, il s'agirait d'un naviforme comportant trois espaces,.
Encore 20 m plus à l'ouest, le naviforme IV mesure 13,40 m de long sur 7,50 m de large coté extérieur, et 10,25 m de long sur 4 m de large côté intérieur. Les murs sont conservés jusqu'à une hauteur de plus de 1 m,. Le naviforme n'a pas encore été fouillé.
Juste à côté de la route, à environ 15 m à l'ouest du naviforme IV, le naviforme V à double chambre mesure 22,50 m de long sur 14 m de large. Les deux chambres mesurent 12,70 m sur 6,70 m. L'édifice est très bien conservé, les ruines dépassant à certains endroits une hauteur de 2 m, mais une partie de la façade de l'édifice a été détruite en 1991 lors de la construction d'un fossé d'irrigation pour le golf voisin.
L'édifice VI avait été identifié par Rosselló-Bordoy et Frey comme un naviforme d'environ 6,10 m sur 9,20 m, il a été pratiquement complètement détruit en 1990 côté est. L'édifice VIII a disparu avec la construction de la route. L'existence des édifices IX et X est suggérée par les variations de croissance observées au niveau de la végétation qui les recouvre. Les édifices XI à XIII, très ruinés, n'offrent que peu d'informations, leur nature n'a pas été documentée. Le site comporte en outre, à 15 m au sud-est du naviforme I, quatre tombes qui ont déjà été fouillées.